# Trachylepis tessellata
Espèce
Synonymes
- Mabuya tessellata Anderson, 1895

Statut de conservation UICN

 LC  : Préoccupation mineure

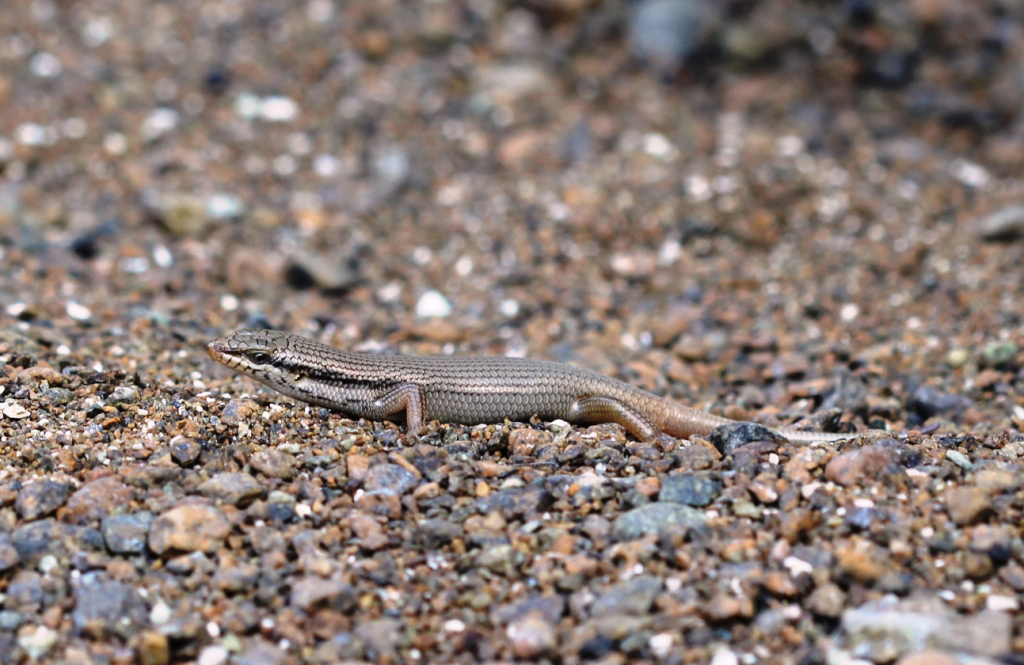

Trachylepis tessellata est une espèce de sauriens de la famille des Scincidae.

## Répartition
Cette espèce se rencontre au Yémen, à Oman et dans les Émirats arabes unis.

## Publication originale
- Anderson, 1895 : On a collection of reptiles and batrachians made by Colonel Yerbury at Aden and its neighbourhood. Proceedings of the Zoological Society of London, vol. 1895, p. 635-663 (texte intégral).